# Starrett-Lehigh Building
El Starrett-Lehigh Building es un edificio en 601 West 26th Street, entre las avenidas 11 y 12 y entre las calles 26 y 27 en Chelsea, Manhattan, Nueva York (Estados Unidos). Además de oficinas, alberga un almacén y un terminal de carga de bloque completo. Fue construido en 1930-31 como una empresa conjunta de Starrett Corporation y Lehigh Valley Railroad en un lote donde el ferrocarril tenía su terminal de carga anterior, y fue diseñado por la firma de (Russell G.) Cory & (Walter M. ) Cory, con Yasuo Matsui, el arquitecto asociado y la firma Purdy & Henderson, los ingenieros consultores y estructurales.

## Descripción
El edificio presenta retranqueos prinunciados, esquinas poligonales y bandas alternas de ventanas de tiras de acero, ladrillos y placas de piso de concreto, creando un efecto sorprendente descrito con las siguientes palabras por el crítico arquitectónico Lewis Mumford en 1931: "el contraste entre las largas bandas continuas de ladrillo rojo y las ventanas de marco verde, con reflejos o profundidades de zafiro, es un uso del color tan sólido como se puede ver en la ciudad ". La modernidad del diseño lo convirtió en una de las pocas estructuras estadounidenses no diseñadas por un arquitecto importante citado en la muestra de 1932 "Arquitectura moderna: Exposición internacional" del Museo de Arte Moderno, de donde deriva el nombre del estilo internacional de arquitectura.
Al igual que el Terminal Warehouse Central Stores Building en la siguiente cuadra de la parte alta de la ciudad, los trenes se podían conducir directamente a la planta baja del edificio, que incluía no solo un patio ferroviario, sino también instalaciones de carga y descarga para camiones, áreas de almacenamiento para almacenamiento, reempaquetado, instalaciones de redistribución y fabricación, así como áreas para exhibir mercancías. La sección de oficinas está por encima de la fachada norte. El edificio tiene 740 000 m³ de espacio, de los cuales 170 000 m² son rentables, lo que requirió una ingeniería interior innovadora. Durante la construcción, la geología del sitio obligó a cambiar el plano original de un edificio uniforme de 15 pisos al diseño actual de una sección de 19 pisos en el medio, flanqueada por un ala de 9 pisos en el oeste y una en el este de 18 pisos.

## Historia
El edificio fue completado en 1931 por Starrett Corporation y Lehigh Valley Railroad, en el sitio de una antigua terminal de carga para este último. Cuando William A. Starrett murió en 1932, Lehigh Valley Railroad compró el edificio por completo, pero en 1933 la operación arrojó una deuda de 300 000 dólares. Varios factores contribuyeron a que el edificio no fuera un éxito financiero inmediato. El auge de la construcción de la ciudad de la década de 1920 se detuvo con el inicio de la Gran Depresión y hubo menos demanda de espacio alquilable; el costo de la construcción fue más elevado de lo esperado, debido a los cambios en los cimientos necesarios por los diferentes niveles de lecho de roca a lo largo de la huella del edificio; y la competencia de otra terminal con tarifas considerablemente más bajas anunciadas para ser construida por la Autoridad Portuaria (el 111 Eighth Avenue, construida en 1932) deprimió aún más el mercado de compradores, mientras esperaban el nuevo edificio en lugar de alquilarlo a Starrett-Lehigh. El Lehigh Valley Railroad se desvinculó del edificio en 1944, y las líneas ferroviarias se eliminaron en 1966. En 1998, era propiedad de la empresa inmobiliaria Helmsley.
El Starrett-Lehigh Building fue nombrado un hito de la ciudad de Nueva York en 1986, y es parte del distrito histórico de West Chelsea, designado en 2008.
En abril de 2011, Douglas W. Shorenstein, Shorenstein Properties de San Francisco, propietario del edificio, lo vendió a RXR Realty por 900 millones de dólares.

## Inquilinos notables
Entre los inquilinos del edificio se encuentran el brazo de investigación de Nueva York de ICE, Populous, OXO, Wheels Up Partners LLC, Diller Scofidio + Renfro, la agencia de publicidad Mcgarrybowen, Club Monaco US de Ralph Lauren Corporation y Tommy Hilfiger USA, el inquilino más grande del edificio, Scholastic Corporation y Vanessa Deleon.